# 11775 Köhler
11775 Köhler là một tiểu hành tinh vành đai chính với chu kỳ quỹ đạo là 1169.9832605 ngày (3.20 năm).
Nó được phát hiện ngày 16 tháng 10 năm 1977.